# Nozomi Hiroyama
Nozomi Hiroyama (廣山 望 Hiroyama Nozomi?,  nacido el 6 de mayo de 1977 en Chiba) es un exfutbolista japonés que se desempeñaba como centrocampista.
Obtuvo su primer título con el Club Cerro Porteño de la Primera División de Paraguay. Fue el primer futbolista japonés en disputar un partido oficial en las competiciones de la CONMEBOL, la Copa Libertadores de América vistiendo la camiseta del equipo paraguayo.
Hiroyama fue elegido para integrar la selección nacional de Japón para los Copa Mundial de Fútbol Sub-20 de 1997. En 2001, Hiroyama jugó 2 veces para la selección de fútbol de Japón.

## Trayectoria

### Clubes
| Club                | País           | Año         |
| ------------------- | -------------- | ----------- |
| JEF United Ichihara | Japón          | 1996 - 2000 |
| Cerro Porteño       | Paraguay       | 2001        |
| Sport Recife        | Brasil         | 2002        |
| Sporting Braga      | Portugal       | 2002 - 2003 |
| Montpellier         | Francia        | 2003 - 2004 |
| Tokyo Verdy         | Japón          | 2004 - 2008 |
| Cerezo Osaka        | Japón          | 2005        |
| Thespa Kusatsu      | Japón          | 2009 - 2010 |
| Richmond Kickers    | Estados Unidos | 2011 - 2012 |

### Selección nacional
| Selección | País  | Año  |
| --------- | ----- | ---- |
| Absoluta  | Japón | 2001 |

## Estadística de equipo nacional
| Selección de Japón | Selección de Japón | Selección de Japón |
| Año                | Part.              | Goles              |
| ------------------ | ------------------ | ------------------ |
| 2001               | 2                  | 0                  |
| Total              | 2                  | 0                  |

## Palmarés

### Títulos nacionales
| Título             | Club          | País     | Año  |
| ------------------ | ------------- | -------- | ---- |
| Primera División   | Cerro Porteño | Paraguay | 2001 |
| Copa del Emperador | Tokyo Verdy   | Japón    | 2004 |